# Municipio de Clarksville (Nebraska)
El municipio de Clarksville (en inglés: Clarksville Township) es un municipio ubicado en el condado de Merrick en el estado estadounidense de Nebraska. En el año 2010 tenía una población de 664 habitantes y una densidad poblacional de 3,57 personas por km².

## Geografía
El municipio de Clarksville se encuentra ubicado en las coordenadas 41°15′7″N 97°51′24″O / 41.25194, -97.85667. Según la Oficina del Censo de los Estados Unidos, el municipio tiene una superficie total de 185.91 km², de la cual 182,9 km² corresponden a tierra firme y (1.61 %) 3 km² es agua.

## Demografía
Según el censo de 2010, había 664 personas residiendo en el municipio de Clarksville. La densidad de población era de 3,57 hab./km². De los 664 habitantes, el municipio de Clarksville estaba compuesto por el 96,69 % blancos, el 0,15 % eran amerindios, el 0,45 % eran asiáticos, el 0,15 % eran isleños del Pacífico, el 0,9 % eran de otras razas y el 1,66 % eran de una mezcla de razas. Del total de la población el 2,56 % eran hispanos o latinos de cualquier raza.